# Wieczne lato
Wieczne lato (chin. trad.: 盛夏光年, pinyin: Shèng xià guāng nián) – tajwański dramat filmowy z 2006 roku w reżyserii Leste Chen. Zdjęcia kręcono w Tajpej.

## Fabuła
Historia dwóch przyjaciół, którzy poznali się we wczesnych latach dzieciństwa. Jonathan jest pilnym uczniem i całkowitym przeciwieństwem butnego, ale samotnego Shane’a. Mimo różnic obaj zawsze mogą na sobie polegać. Z czasem Jonathan odkrywa, że darzy Shane’a czymś więcej niż tylko przyjacielskim uczuciem, co jednak skrzętnie ukrywa. Wszystko zmienia się, kiedy w życie przyjaciół wkracza Carrie, której żaden z nich nie jest obojętny. Jonathan trwa w swym postanowieniu, ale splot kolejnych wydarzeń i podejmowanych decyzji zmusza go w końcu do wyjawienia prawdy i konfrontacji z przyjacielem.
Scenariusz filmu autorstwa Hsu Cheng-ping i Wang Chi-yaodo powstał na podstawie powieści tego drugiego. Piosenkę promującą film wykonuje zespół Mayday, nazywany azjatyckimi Beatlesami.

## Festiwale, nominacje, nagrody
- 11. Międzynarodowy Festiwal Filmowy w Pusan  w 2006 r. (pokaz filmu)
- 8. Festiwal Filmowy w Tajpej w 2006 r. (pokaz filmu)
- 19. Międzynarodowy Festiwal w Tokio w 2006 r. (pokaz filmu)
- 43. Festiwal Golden Horse w 2006 r.
  - Hsiao-chuan Chang – najlepsza rola drugoplanowa (nominacja)
  - Hsiao-chuan Chang – najlepszy debiut aktorski (nominacja)
  - Bryant Chang – najlepszy debiut aktorski (nagroda)
  - nagroda za najlepszy utwór promujący film dla Chen Hsin Hung, wokalisty zespołu Mayday

## Adnotacje
- Pusan International Film Festival. biff.kr. [zarchiwizowane z tego adresu (2016-03-04)].
- Golden Horse Awards. goldenhorse.org.tw. [zarchiwizowane z tego adresu (2007-09-29)].
- Tokyo International Film Festival. tiff-jp.net. [zarchiwizowane z tego adresu (2006-10-13)].